# Кураж (телефільм)
«Кураж» — російська 12-серійна телевізійна музична мелодрама режисера Олександра Стефановича, що вийшла у 2014. Фільм знятий за мотивами однойменного роману Олександра Стефановича, що вийшов у світ одночасно з кінокартиною. У ній багато достовірних автобіографічних моментів. Картина розповідає про період життя автора з 1976 по 1980 роки, коли він був одружений з майбутньою «Примадонною» радянської естради — Аллою Пугачовою, про закулісся радянського шоу-бізнесу, естради, кіно і театру, про молодість автора та його роботу режисером на «Мосфільмі», а також про те, як він був закоханий у видатну жінку   .
Жанр фільму сам режисер визначає так: «музична мелодрама».
Пісні з репертуару Алли Пугачової, які у фільмі виконує головна героїня на ім'я Галла, звучать голосом співачки Діни Гаріпової.
Прем'єрний показ телефільму почався за день до ювілею Алли Пугачової, 14 квітня 2014 року, на «Першому каналі», а закінчився 22 квітня 2014.
Приз на VI Міжнародному кінофестивалі у Владикавказі.

## Сюжет
Дія картини «Кураж» розгортається у другій половині 1970-х років у СРСР. Це любовна історія двох молодих неординарних особистостей — режисера Алекса і талановитої співачки Галли на тлі радянської епохи. Алекс, режисер кіностудії «Мосфільм», придумує для розкрутки своєї дружини неймовірні трюки, а Галла артистично втілює їх і на сцені, і в житті.

## У ролях
- Олександра Волкова — Галла, співачка (прототип — Алла Пугачова)
- Володимир Фекленко — Алекс у молодості (прототип — Олександр Стефанович)
- Олександр Стефанович — Алекс у наші дні, кінорежисер (камео) — озвучив актор Олександр Жигалкін
- Аглая Шиловська — Віка Малініна, журналістка (прототип — Олеся Серьогіна, редактор-організатор у програмі «Пусть говорят» на «Першому каналі»[5])
- Анастасія Лук'янова — Соня, співачка (прототип — Софія Ротару)
- Олена Мелентьєва — Софія Василівна Кондратьєва, подруга Галли, співробітниця Міністерства культури
- Андрій Рапопорт — Леонід Дербеньов, поет
- Ігор Вєрник — Олександр Сергійович, композитор (прототип — Олександр Зацепін)
- Софія Лебедєва — Маша, наречена Алекса (в молодості)
- Андрій Подошьян — диригент, наречений Галли (прототип — Костянтин Орбелян)
- Вадим Андрєєв — Микола Трохимович, директор кіностудії «Мосфільм» (прототип — Микола Сизов)
- Єлизавета Зарубіна — Кристалик, дочка Галли (прототип — Крістіна Орбакайте)
- Любов Полехіна — мати Галли
- Володимир Ніскі — батько Галли
- Володимир Вишневський — Леонід Горін, композитор (прототип — Леонід Гарін)
- Денис Яковлєв — Олександр, сценарист на «Мосфільмі» (прототип — Олександр Бородянський)
- Ігнатій Акрачков — Володимир, оператор на «Мосфільмі» (прототип — Володимир Климов)
- Діна Гаріпова — секретар директора кіностудії «Мосфільм» та вокал (Галла)
- Андрій Носков — Анатоль, художник (прототип — Анатолій Брусилівський)

## Створення фільму
- Телефільм «Кураж» знімався в таких містах, як Москва, Санкт-Петербург, Ялта, Виборг, Гельсінкі, Стокгольм,  Копенгаген, Дельфт, Амстердам і Париж.
- У фільмі більш як 230 персонажів. Деякі з них упізнаються й легко вгадуються з натяків автора: Софія Ротару, Джо Дассен, Сергій Бондарчук, В'ячеслав Зайцев, Сергій Михалков, Андрій Макаревич та інші.
- Кастинг на головну роль примадонни Галли тривав понад півроку, у ньому брало участь більш як 500 молодих актрис. У цьому конкурсі перемогла зірка театру «Ленком» Олександра Волкова:
- Роль молодого Алекса виконав популярний актор Володимир Фекленко, відомий за серіалами «Глухар» та «Карпов».
- На роль Алекса в зрілому віці творці хотіли запросити Сергія Безрукова, Олександра Збруєва, Юрія Стоянова. У підсумку її зіграв сам режисер фільму Олександр Стефанович.
- У фільмі звучать понад 15 пісень Олександра Зацепіна, Марка Мінкова, Антона Шварца.
- Щоб передати колорит того часу, костюмери ретельно підбирали акторам вбрання в стилі 1980-х років. З одягу — батники, сорочки, штани-кльош, вельветові костюми. Для зйомок знайшли безліч вінтажних жіночих прикрас — сережки, каблучки, персні, брошки, кулони, намисто, браслети, а чоловікам підібрали кільця-печатки й запонки. Для головної героїні було зшито понад 50 суконь і сценічних костюмів.
- Багато речей 1970-х років, які з'являються в картині, приносив сам режисер. Це картини, вази, свічники, годинники та особиста друкарська машинка Олександра Стефановича, яку розбиває головна героїня Галла.

## Висловлювання акторів і творців про проект
- Олександр Стефанович про виконавицю головної ролі співачки Галли Олександри Волкової:  «Я, як режисер, щодня молився богу за те, що мені послав цю актрису. Ця дівчинка викликала овації у всієї знімальної групи разів 20! У актриси — море чарівності, вона завоює симпатії глядачів!»"
- Володимир Фекленко (Алекс у молодості) про свою роль у фільмі:  «Після того як я прочитав сценарій, Олександр Борисович довго розповідав мені про мого героя і подарував свою книжку. Звичайно, допомагало, що він завжди перебував поруч і якісь інтонації, манери мови я підглядав. Уже на 2-3 день у знімальній групі стали говорити, що я шалено на нього схожий. По секрету навіть можу сказати, що коли режисер затримувався, я займав його крісло, і "входив в образ", розважаючи всю групу"... У мене була особиста річ режисера, яка мені допомагала — годинник «Сейко» Олександра Стефановича, які він носив у 70-ті. Наприкінці зйомок він мені їх подарував з гравіюванням «Алексу від Алекса».
- Діна Гаріпова (секретар директора «Мосфільму») про свою роль у фільмі: «У кіно я знімалася вперше. Повинна зізнатися, переживала я, як ніколи раніше. Це епізодична роль. Моя героїня — секретарка директора "Мосфільму", характерна, трохи кумедна, любителька стежити за собою. Вона розуміє, наскільки важлива її персона на "Мосфільмі", і що саме від її рішення багато залежить. Коли ми прибули на знімальний майданчик, режисер допомагав мені настроюватися на образ. Ці невеликі епізоди з моєю участю були так важливі для мене, адже я мріяла спробувати свої сили в акторській професії. Я намагалася зробити їх досить смішними, не схожими на мене в звичайному житті, тому абсолютно не боялася експериментувати із зовнішнім виглядом і погодилася на коротку стрижку й незвичайний для мене макіяж. Коли мої друзі побачили просто фотографію зі зйомок, посмішки довго не могли зійти з їхніх облич!»

## Критика фільму
- Російський журналіст, телекритик, оглядач «Нової газети» і радіостанції «Ехо Москви» Ірина Петровська в блозі «Нової газети» висловила свою думку про серіал «Кураж». Вона пише:  «... Благословення від "прототипу" на створення цього твору Стефанович не отримував — навіщо? Усі збіги, по суті, випадкові: головну героїню звуть Галла, за тією ж чистою випадковістю вона співає пісні Алли ... "Перший радянський продюсер" дійсно зняв фільм про себе за своєю ж книжкою. Фабула коротко така: зустрілася якось молодому, але вже успішному радянському режисерові нікому не відома "деваха"-певічка, у якої до цього доленосного моменту все і в творчому, і в особистому житті йшло перевертом. І тут знайомий композитор запропонував режисерові: "Займися нею. Ти ж любиш допомагати молодим даруванням жіночої статі "... Так і народилася легенда на ім'я Алла, тобто Галла, і точно слідуючи всім рекомендаціям "Майстра", почала своє завоювання естрадного олімпу.»